# Friedrich von Bernhardi
Friedrich Adolf Julius von Bernhardi (22 tháng 11 năm 1849 – 11 tháng 12 năm 1930) là tướng lĩnh quân đội Phổ và là một nhà sử học quân sự quan trọng trong thời đại của ông, là người có nguồn gốc Đức - Estonia.. Ông được xem là một trong tác giả bán chạy nhất trước cuộc Chiến tranh thế giới thứ nhất. Là người theo chủ nghĩa quân phiệt, có lẽ ông được biết đến nhiều nhất vì cuốn sách hiếu chiến Deutschland und der Nächste Krieg (tạm dịch: Nước Đức và cuộc chiến tranh kế tiếp), in vào năm 1900. Ông chủ trương ủng hộ một chính sách gây hấn, không hề đếm xỉa đến các hòa ước và đề cao chiến tranh như một "nhiệm vụ thiêng liêng".

## Tiểu sử
Bernhardi sinh ra tại Sankt-Peterburg, Đế quốc Nga vào ngày 22 tháng 11 năm 1849, mặc dù gia đình ông định cư sang Schöpstal, Schlesien vào năm 1851.
Trong cuộc Chiến tranh Pháp-Đức (1870 – 1871), Bernhardi là một thiếu tá kỵ binh trong Trung đoàn Khinh kỵ binh số 14 của quân đội Phổ, và khi cuộc chiến tranh chấm dứt ông có được vinh dự là người Đức đầu tiên đi ngựa qua cổng Khải hoàn môn Paris khi quân đội Đức thắng trận tiến vào Paris.
Từ năm 1891 cho đến năm 1894, ông là tùy viên quân sự của Đức tại Bern và về sau ông trở thành cục trưởng cục lịch sử quân sự của Bộ Tổng tham mưu tại kinh thành Berlin. Ông được bổ nhiệm làm Tướng tư lệnh của Quân đoàn VII tại Münster ở Westfalen vào năm 1907, nhưng hai năm sau đó ông cáo lui và chú tâm vào công việc của một nhà văn quân sự. Hồi ký của thân phụ ông – nhà ngoại giao và sử học Theodor von Bernhardi, mà ông xuất bản, đã gây nên sự chú ý rộng rãi, nhưng tác phẩm Nước Đức và cuộc chiến tranh kế tiếp của ông còn thu hút rộng rãi người đọc hơn nữa.
Trong cuốn Nước Đức và cuộc chiến tranh kế tiếp, Bernhardi đã tuyên bố chiến tranh là "yếu tố cần thiết sinh học", và theo ông chiến tranh phù hợp với "quy luật tự nhiên, cái mà mọi quy luật của Tạo hóa đều dựa trên, quy luận của cuộc đấu tranh sinh tồn".
Bernhardi đã phục vụ như một tướng lĩnh trong cuộc Chiến tranh thế giới thứ nhất. Ban đầu, ông chiến đấu thắng lợi tại Mặt trận phía Đông trên sông Stochod, nơi ông đánh chiếm đầu cầu Tsercze, và sau đó là tại Mặt trận phía Tây, đặc biệt là trong trận Armentières. Ông đã được tặng thưởng Huân chương Quân công của Phổ vào ngày 20 tháng 8 năm 1916, vì sự tham gia của ông trong cuộc phòng ngự của liên quân Đức - Áo-Hung trong Chiến dịch tấn công Brusilov của Nga.

## Một số tác phẩm
- Videant Consules: Ne Quid Respublica Detrimenti Capiat (1890) (Hãy để các tổng tài thấy rằng nền cộng hòa không bị nguy hại gì) (xuất bản nặc danh)
- Deutschland und der Nächste Krieg. (1911) (Nước Đức và cuộc chiến tranh kế tiếp)
- Vom heutigen Kriege. (1912) (Về Chiến tranh Ngày nay)
- Vom Kriege der Zukunft, nach den Erfahrungen des Weltkrieges. (1920) (Về Chiến tranh Tương lai, dựa theo những bài học của cuộc Chiến tranh thế giới)